# La Playa, Baja California Sur
La Playa är en ort i Mexiko.   Den ligger i kommunen Los Cabos och delstaten Baja California Sur, i den västra delen av landet, 1 200 km väster om huvudstaden Mexico City. La Playa ligger 22 meter över havet och antalet invånare är 1 417.
Terrängen runt La Playa är huvudsakligen platt, men västerut är den kuperad. Havet är nära La Playa åt sydost.  Närmaste större samhälle är San José del Cabo, 3,1 km väster om La Playa. Trakten runt La Playa består till största delen av jordbruksmark.